# Calyptrochaeta setigera
Calyptrochaeta setigera är en bladmossart som beskrevs av William Russell Buck 1987. Calyptrochaeta setigera ingår i släktet Calyptrochaeta och familjen Hookeriaceae. Inga underarter finns listade i Catalogue of Life.